# Tratado de Concordia
El Tratado de Concordia fue una convención cooperativa firmada el 23 de marzo de 1648 entre los mandatarios de Francia y las Provincias Unidas con respecto a la ocupación, soberanía y reparto de la isla de San Martín, ubicada en las Antillas Menores, luego de la salida de los españoles. El acuerdo contemplaba la libre circulación de bienes y de personas sobre el conjunto de la isla.
Una convención franco-holandesa del 28 de noviembre de 1839 ha precisado la aplicación de acuerdos de Concordia concernientes a la caza, la pesca, la explotación común de salinas y la extradición de delincuentes. Este documento sigue en vigencia hasta nuestros días.

## Texto
Art.1 - Que los franceses residirán en el barrio donde se encuentran habituados en la actualidad y habitarán toda la costa frente a la isla de Anguila.
Art.2 - Que los holandeses tendrán el barrio de Fort (Amsterdam en la Gran Bahía) y las tierras que están en torno del lado sur de la isla.
Art.3 - Que los franceses y holandeses, habituados a dicha isla, vivirán como amigos y aliados sin que ninguno pueda molestar al otro a menos que contravenga con el concordato presente y, por consecuencia, sean punibles por las leyes de guerra.
Art.4 - Que, si alguien sea francés u holandés se encuentra en delito o infracción de las convenciones o, por negarse a los mandatos de sus superiores o algún otro género de falta, se retirara a la otra nación, los señores acordantes se obligan a hacerlo detener en su zona y a presentarlo al primer pedido de su gobernante.
Art.5 - Que la caza, la pesca, las salinas, los ríos, los estanques, minas o minerales, puertos y radas y otros recurso de la susodicha isla serán comunes y, para atender a la necesidad de sus habitantes.
Art.6 - Que sea permitido a los franceses que están al momento acostumbrados con los holandeses de arreglarse con los franceses si así les parece y llevar sus muebles, víveres, medios de subsistencia y otros utensilios, para que satisfagan sus deudas y les den una garantía suficiente; y los holandeses podrán hacer lo mismo en las mismas condiciones.
Art.7 - Que si algún enemigo atacara una u otra zona, los dichos señores concordantes se obligan a ayudarse entre ellos y a prestarse socorro el uno al otro.
Art.8 - Que los límites y reparto de dicha isla, que se deben hacer entre las dos naciones, serán repuestos ante el general de Francia y el gobernador de Sint Eustatius y los diputados que serán enviados para visitar los lugares y, tras su reporte, dividir las zonas y proceder como se señala.
Art.9 - Que las pretensiones que se pueda tener de una parte y de la otra serán revisadas ante el rey de Francia y los señores del Consejo, así como ante el príncipe de Orange y los Estados de Holanda; sin embargo, los susodichos no podrán fortificar ni una parte ni la otra, a menos de contravenir al dicho acuerdo y de sufrir daños.

## Validez del tratado
El problema de la validez del tratado de 1648 se planteó y todavía se plantea en la actualidad. En la época del tratado, las convenciones firmadas entre los representantes de los monarcas debían ser registradas en el Consejo del Rey. Si esta formalidad esencial no ha sido efectuada, parece que el derecho civil francés reconoce la validez de esta convención. El tratado ha sido siempre aplicado de forma fiel en la práctica.